# Лозница (Чачак)
Лозница је насеље у Србији у општини Чачак у Моравичком округу. Према попису из 2022. било је 399 становника.

Овде се налази Запис Драгићевића крушка (Лозница).

## Демографија
У насељу Лозница живи 341 пунолетни становник, а просечна старост становништва износи 43,1 година (42,1 код мушкараца и 44,1 код жена). У насељу има 143 домаћинства, а просечан број чланова по домаћинству је 2,80.
Ово насеље је великим делом насељено Србима (према попису из 2002. године).
|  |

| Демографија | Демографија | Демографија |
| Година      | Становника  | Становника  |
| ----------- | ----------- | ----------- |
| 1948.       | 219         |             |
| 1953.       | 217         |             |
| 1961.       | 212         |             |
| 1971.       | 270         |             |
| 1981.       | 365         |             |
| 1991.       | 412         | 412         |
| 2002.       | 401         | 410         |
| 2011.       | 432         |             |

| Етнички састав према попису из 2002.‍ | Етнички састав према попису из 2002.‍ | Етнички састав према попису из 2002.‍ | Етнички састав према попису из 2002.‍ | Етнички састав према попису из 2002.‍ |
| ------------------------------------ | ------------------------------------ | ------------------------------------ | ------------------------------------ | ------------------------------------ |
|                                      |                                      |                                      |                                      |                                      |
| Срби                                 | Срби                                 |                                      | 373                                  | 93,01%                               |
| Албанци                              | Албанци                              |                                      | 1                                    | 0,24%                                |
| Југословени                          | Југословени                          |                                      | 1                                    | 0,24%                                |
| непознато                            | непознато                            |                                      | 26                                   | 6,48%                                |

| Година пописа     | 1948. | 1953. | 1961. | 1971. | 1981. | 1991. | 2002. |
| ----------------- | ----- | ----- | ----- | ----- | ----- | ----- | ----- |
| Број домаћинстава | 45    | 50    | 61    | 86    | 126   | 155   | 143   |

| Број чланова      | 1  | 2  | 3  | 4  | 5  | 6 | 7 | 8 | 9 | 10 и више | Просек |
| ----------------- | -- | -- | -- | -- | -- | - | - | - | - | --------- | ------ |
| Број домаћинстава | 38 | 36 | 14 | 37 | 12 | 4 | 1 | 0 | 0 | 1         | 2,80   |

| Пол    | Укупно | Неожењен/Неудата | Ожењен/Удата | Удовац/Удовица | Разведен/Разведена | Непознато |
| ------ | ------ | ---------------- | ------------ | -------------- | ------------------ | --------- |
| Мушки  | 180    | 57               | 103          | 14             | 5                  | 1         |
| Женски | 168    | 26               | 102          | 35             | 2                  | 3         |
| УКУПНО | 348    | 83               | 205          | 49             | 7                  | 4         |

| Пол    | Укупно                    | Пољопривреда, лов и шумарство | Рибарство                            | Вађење руде и камена | Прерађивачка индустрија       |
| ------ | ------------------------- | ----------------------------- | ------------------------------------ | -------------------- | ----------------------------- |
| Мушки  | 90                        | 15                            | 0                                    | 0                    | 36                            |
| Женски | 47                        | 8                             | 0                                    | 0                    | 20                            |
| УКУПНО | 137                       | 23                            | 0                                    | 0                    | 56                            |
| Пол    | Производња и снабдевање   | Грађевинарство                | Трговина                             | Хотели и ресторани   | Саобраћај, складиштење и везе |
| Мушки  | 5                         | 8                             | 13                                   | 1                    | 3                             |
| Женски | 1                         | 0                             | 6                                    | 0                    | 0                             |
| УКУПНО | 6                         | 8                             | 19                                   | 1                    | 3                             |
| Пол    | Финансијско посредовање   | Некретнине                    | Државна управа и одбрана             | Образовање           | Здравствени и социјални рад   |
| Мушки  | 0                         | 3                             | 4                                    | 0                    | 1                             |
| Женски | 1                         | 2                             | 0                                    | 4                    | 3                             |
| УКУПНО | 1                         | 5                             | 4                                    | 4                    | 4                             |
| Пол    | Остале услужне активности | Приватна домаћинства          | Екстериторијалне организације и тела | Непознато            | Непознато                     |
| Мушки  | 1                         | 0                             | 0                                    | 0                    | 0                             |
| Женски | 2                         | 0                             | 0                                    | 0                    | 0                             |
| УКУПНО | 3                         | 0                             | 0                                    | 0                    | 0                             |